# ویلاک (تگزاس)
ویلاک، تگزاس(به انگلیسی: Wheelock, Texas) شهری در ایالت تگزاس از ایالات جنوبی ایالات متحده آمریکا است.